# Wek III
Wek III is een bestuurslaag in het regentschap Padang Sidempuan van de provincie Noord-Sumatra, Indonesië. Wek III telt 2722 inwoners (volkstelling 2010).